# 卡特琳·沃特兰
卡特琳·沃特兰（法語：Catherine Vautrin，發音：[katʁin votʁɛ̃]，1960年7月26日—），法国政治家，2024年起在总理加布里埃尔·阿塔尔政府中担任劳工、卫生与团结事务部长。沃特兰曾是共和党成员，曾担任国民议会马恩省议员。